# Similicaudipteryx
Similicaudipteryx ist eine Gattung theropoder Dinosaurier aus der Gruppe der Oviraptorosauria aus der Unterkreide Liaonings (China). 
Die einzige Art Similicaudipteryx yixianensis wurde im Jahr 2008 erstbeschrieben. Similicaudipteryx gilt als ein enger Verwandter von Caudipteryx und wird zusammen mit diesem innerhalb der Familie Caudipteridae eingeordnet. Es war ein kleiner, sehr vogelähnlicher und wahrscheinlich gefiederter Maniraptore. 

## Fund und Namensgebung
Similicaudipteryx ist durch ein teilweises Skelett ohne Schädel bekannt (Holotyp, Katalognummer IVPP V 12556), das unter anderem nahezu vollständig erhaltene Hinterbeine sowie die Beckenregion zeigt. Der Fund wurde in ca. 110 Millionen Jahre alten Sedimenten gemacht (frühes bis mittleres Aptium), die der Jiufotang-Formation zuzurechnen sind, einer fossilreichen Schichtfolge der Jehol-Gruppe. 
Der Gattungsname Similicaudipteryx bedeutet „ähnlich wie Caudipteryx“ und spielt auf den nahe verwandten Caudipteryx an, das Artepitheth yixianensis bezieht sich auf den Fundort in dem Land Yixian im westlichen Liaoning.

## Merkmale
Similicaudipteryx zeigte eine Anzahl von Merkmalen, die für Oviraptorosaurier typisch sind (Synapomorphien), wie der kurze Schwanz, der nur 23 bis 26 Schwanzwirbel aufwies, und die im Vergleich zu den Hinterbeinen kurzen Arme. Ähnlichkeiten zu Caudipteryx zeigten sich im Darmbein und in den Fußknochen. Im Gegensatz zu Caudipteryx hatte Similicaudipteryx ein Pygostyl – die letzten Schwanzwirbel waren miteinander verschmolzen. Dieses Merkmal ist ansonsten nur von dem Oviraptorosaurier Nomingia und den Vögeln bekannt und könnte einen Fächer von Federn am Schwanzende unterstützt haben. Weitere Unterschiede zu Caudipteryx bestehen unter anderem in den Längenverhältnissen zwischen Darmbein und Schambein und zwischen Darmbein und Kreuzbein. Des Weiteren zeigt Similicaudipteryx große und tiefe Hypapophysen sowie Pleurocoele (Aushöhlungen an der Vorderseite) an den Rückenwirbeln.